# Groupe H des éliminatoires de la zone Afrique de la Coupe du monde de football 2026
Navigation
Groupe G Groupe I
Le groupe H de la zone Afrique des éliminatoires de la Coupe du monde de football 2026 est l'un des neuf groupes de la zone Afrique des éliminatoires de la Coupe du monde qui se déroulera en 2026 aux États-Unis, au Canada et au Mexique. Le groupe H des éliminatoires de la coupe du monde 2026 se compose de la Tunisie, de la Guinée équatoriale, de la Namibie, le Malawi, du Liberia, et Sao Tomé-et-Principe
Le vainqueur du groupe se qualifie directement pour la coupe du monde, et les quatre meilleurs deuxièmes des groupes se qualifient aux barrages continental.

## Tirage au sort
Le tirage au sort des groupes a eu lieu le 13 juillet 2023, à 17h30 heure française, dans la ville d'Abidjan en Côte d'Ivoire.

## Classement
| Rang | Équipe               | Pts | J | G | N | P | Bp | Bc | Diff |  | Résultats (▼ dom., ► ext.) |     |     |     |     |     |     |
| ---- | -------------------- | --- | - | - | - | - | -- | -- | ---- |  | -------------------------- | --- | --- | --- | --- | --- | --- |
| 1    | Tunisie              | 16  | 6 | 5 | 1 | 0 | 9  | 0  | +9   |  | Tunisie                    |     | -   | -   | 1-0 | 2-0 | 4-0 |
| 2    | Namibie              | 12  | 6 | 3 | 3 | 0 | 8  | 2  | +6   |  | Namibie                    | 0-0 |     | 1-1 | 1-1 | -   | -   |
| 3    | Liberia              | 10  | 6 | 3 | 1 | 2 | 7  | 4  | +3   |  | Liberia                    | 0-1 | -   |     | 3-0 | 0-1 | 2-1 |
| 4    | Guinée équatoriale   | 7   | 6 | 2 | 1 | 3 | 4  | 8  | -4   |  | Guinée équatoriale         | -   | 0-3 | -   |     | 1-0 | 2-0 |
| 5    | Malawi               | 6   | 6 | 2 | 0 | 4 | 4  | 6  | -2   |  | Malawi                     | 0-1 | 0-1 | -   | -   |     | 3-1 |
| 6    | Sao Tomé-et-Principe | 0   | 6 | 0 | 0 | 6 | 2  | 14 | -12  |  | Sao Tomé-et-Principe       | -   | 0-2 | 0-1 | -   | -   |     |

## Résultats
| 1re journée            | Guinée équatoriale         | 1 - 0 Forfait 0 - 3, | Namibie                                  | Nuevo Estadio de Malabo, Malabo |                              |
| 15 novembre 2023 14h00 | Nsue 67e                   | (0 - 0)              |                                          | Arbitrage : Chelanget Sabila    | Arbitrage : Chelanget Sabila |
| 15 novembre 2023 14h00 | Salvador 37e · Miranda 87e | Rapport              | 30e Muzeu · 31e Iimbondi · 44e Kamberipa | Arbitrage : Chelanget Sabila    | Arbitrage : Chelanget Sabila |

| novembre 2023 | Libéria           | 0 - 1   | Malawi     | Samuel Kanyon Doe Sports Complex, Monrovia |                             |
| 17h00         |                   | (0 - 0) | 78e Mphasi | Arbitrage : Antoine Essouma                | Arbitrage : Antoine Essouma |
| 17h00         | M.Kamara (en) 71e | Rapport |            | Arbitrage : Antoine Essouma                | Arbitrage : Antoine Essouma |

| 17 novembre 2023 | Tunisie                                               | 4 - 0   | Sao Tomé-et-Principe                                  | Stade olympique de Radès, Radès |                           |
| 20h00            | Meriah 37e · Y.Msakni 53e · Rafia 79e · Ben Larbi 88e | (1 - 0) |                                                       | Arbitrage : Joseph Ogabor       | Arbitrage : Joseph Ogabor |
| 20h00            | Rafia 50e · Jouini 58e                                | Rapport | 22e E.Viegas (en) · 25e D.Silva · 85e Eba Viegas (en) | Arbitrage : Joseph Ogabor       | Arbitrage : Joseph Ogabor |

| 2e journée             | Libéria    | 0 - 1 Forfait 3 - 0, | Guinée équatoriale                     | Samuel Kanyon Doe Sports Complex, Monrovia |                         |
| 20 novembre 2023 17h00 |            | ( 0 - 1)             | 9e Nsue                                | Arbitrage : Karim Sabry                    | Arbitrage : Karim Sabry |
| 20 novembre 2023 17h00 | 45e Kenneh | Rapport              | 38e Miranda · 52e Salvador · 80e Owono | Arbitrage : Karim Sabry                    | Arbitrage : Karim Sabry |

| 21 novembre 2023 | Malawi                                          | 0 - 1   | Tunisie           | Bingu National Stadium, Lilongwe |                           |
| 14h00            |                                                 | (0 - 0) | 88e (pen.) Msakni | Arbitrage : Aklesso Gnama        | Arbitrage : Aklesso Gnama |
| 14h00            | Idana (en) 9e · Kumwembe 65e · Chaziya (en) 77e | Rapport | 58e Sassi         | Arbitrage : Aklesso Gnama        | Arbitrage : Aklesso Gnama |

| 21 novembre 2023 | Sao Tomé-et-Principe | 0 - 2   | Namibie                       | Stade Adrar, Agadir         |                             |
| 17h00            |                      | (0 - 1) | 9e Tjiueza · 75e (csc) Mateus | Arbitrage : Ousmane Diakate | Arbitrage : Ousmane Diakate |
| 17h00            | D.Silva 90+1e        | Rapport | 51e Amutenya                  | Arbitrage : Ousmane Diakate | Arbitrage : Ousmane Diakate |

| 3e journée        | Malawi                              | 3 - 1   | Sao Tomé-et-Principe | Bingu National Stadium, Lilongwe            |                                             |
| 6 juin 2024 15h00 | Kaonga 6e · Nkhoma 14e · Mphasi 78e | (2 - 0) | 67e Silva            | Spectateurs : 41 100 Arbitrage : Arajiga A. | Spectateurs : 41 100 Arbitrage : Arajiga A. |

| 5 juin 2024 | Namibie      | 1 - 0   | Libéria    | Orlando Stadium, Johannesburg                   |                                                 |
| 18h00       | Karuuombe 8e | (1 - 0) | 65e Sackor | Spectateurs : 37 139 Arbitrage : Nkounkou M. J. | Spectateurs : 37 139 Arbitrage : Nkounkou M. J. |
| 18h00       | Petrus 73e   |         |            | Spectateurs : 37 139 Arbitrage : Nkounkou M. J. | Spectateurs : 37 139 Arbitrage : Nkounkou M. J. |

| 5 juin 2024 | Tunisie                                                                      | 1 - 0   | Guinée équatoriale   | Stade olympique Hammadi Agrebi, Radès   |                                         |
| 21h00       | Ben Romdhane 82e                                                             | (0 - 0) |                      | Spectateurs : 25 000 Arbitrage : Tom A. | Spectateurs : 25 000 Arbitrage : Tom A. |
| 21h00       | Meriah 14e · Laïdouni 25e · Ltaief 87e · Ben Romdhane 90+1e · Ben Said 90+2e |         | 9e Akapo · 78e Buyla | Spectateurs : 25 000 Arbitrage : Tom A. | Spectateurs : 25 000 Arbitrage : Tom A. |

| 4e journée         | Guinée équatoriale | 1 - 0   | Malawi                                   | Nuevo Estadio de Malabo, Malabo |                       |
| 10 juin 2024 15h00 | Salvador 81e       | (0 - 0) |                                          | Arbitrage : Jammeh L.           | Arbitrage : Jammeh L. |
| 10 juin 2024 15h00 | Siafa 89e          |         | 11e Aaron · 26e Mwaungulu · 63e Chokooka | Arbitrage : Jammeh L.           | Arbitrage : Jammeh L. |

| 9 juin 2024 | Namibie                     | 0 - 0   | Tunisie | Orlando Stadium, Johannesburg |                      |
| 18h00       |                             | (0 - 0) |         | Arbitrage : Beida D.          | Arbitrage : Beida D. |
| 18h00       | Kamberipa 50e · Kazapua 72e |         |         | Arbitrage : Beida D.          | Arbitrage : Beida D. |

| 9 juin 2024 | Sao Tomé-et-Principe  | 0 - 1   | Libéria   | Stade d'honneur d'Oujda, Oujda |                            |
| 15h00       |                       | (0 - 0) | 90e Sesay | Arbitrage : Rakotojaona A.     | Arbitrage : Rakotojaona A. |
| 15h00       | Silva 44e · Silva 89e |         | 62e Dweh  | Arbitrage : Rakotojaona A.     | Arbitrage : Rakotojaona A. |

| 5e journée         | Libéria | 0 - 1   | Tunisie                | Samuel Kanyon Doe Sports Complex, Monrovia |                                   |
| 19 mars 2025 17h00 |         | (0-1)   | 4e Mastouri            | Arbitrage : Clement Franklin Kpan          | Arbitrage : Clement Franklin Kpan |
| 19 mars 2025 17h00 |         | Rapport | 90+4e Ali Ben Romdhane | Arbitrage : Clement Franklin Kpan          | Arbitrage : Clement Franklin Kpan |

| 20 mars 2025 | Malawi  | 0 - 1   | Namibie     | Bingu National Stadium, Lilongwe |                                  |
| 17h00        |         | (0 - 1) | 41e Tjiueza | Arbitrage : Jelly Alfred Chavani | Arbitrage : Jelly Alfred Chavani |
| 17h00        | Rapport |         |             | Arbitrage : Jelly Alfred Chavani | Arbitrage : Jelly Alfred Chavani |

| 21 mars 2025 | Guinée équatoriale      | 2 - 0   | Sao Tomé-et-Principe | Nuevo Estadio de Malabo, Malabo         |                                         |
| 14h00        | Nsue 15e · Salvador 18e | (2 - 0) |                      | Arbitrage : Adissa Abdul Raphiou Ligali | Arbitrage : Adissa Abdul Raphiou Ligali |
| 14h00        | Rapport                 |         |                      | Arbitrage : Adissa Abdul Raphiou Ligali | Arbitrage : Adissa Abdul Raphiou Ligali |

| 6e journée         | Namibie       | 1 - 1   | Guinée équatoriale | Stade Peter-Mokaba, Polokwane           |                                         |
| 24 mars 2025 14h00 | Shalulile 51e | (0 - 0) | 54e Coco           | Arbitrage : Mohamed Maarouf Eid Mansour | Arbitrage : Mohamed Maarouf Eid Mansour |
| 24 mars 2025 14h00 | Rapport       |         |                    | Arbitrage : Mohamed Maarouf Eid Mansour | Arbitrage : Mohamed Maarouf Eid Mansour |

| 24 mars 2025 | Libéria                    | 2 - 1   | Sao Tomé-et-Principe | Complexe sportif Samuel-Kanyon-Doe, Monrovia |                                |
| 17h00        | Andrews 4e · Farkarlun 32e | (2 - 1) | 44e Costa            | Arbitrage : Mohamed Ali Moussa               | Arbitrage : Mohamed Ali Moussa |
| 17h00        | Rapport                    |         |                      | Arbitrage : Mohamed Ali Moussa               | Arbitrage : Mohamed Ali Moussa |

| 24 mars 2025 | Tunisie                           | 2 - 0   | Malawi    | Stade olympique de Radès, Radès        |                                        |
| 22h00        | Jaziri 86e · Achouri 90+2e (pen.) | (0 - 0) |           | Arbitrage : Djindo Louis Houngnandande | Arbitrage : Djindo Louis Houngnandande |
| 22h00        |                                   | Rapport | 64e Aaron | Arbitrage : Djindo Louis Houngnandande | Arbitrage : Djindo Louis Houngnandande |

| 7e journée                            | Namibie | - | Malawi | stade à déterminer |             |
| 1er septembre 2025 heure à déterminer |         |   |        | Arbitrage :        | Arbitrage : |

| 1er septembre 2025 | Sao Tomé-et-Principe | - | Guinée équatoriale | stade à déterminer |             |
| heure à déterminer |                      |   |                    | Arbitrage :        | Arbitrage : |

| 1er septembre 2025 | Tunisie | - | Libéria | stade à déterminer |             |
| heure à déterminer |         |   |         | Arbitrage :        | Arbitrage : |

| 8e journée                          | Guinée équatoriale | - | Tunisie | stade à déterminer |             |
| 8 septembre 2025 heure à déterminer |                    |   |         | Arbitrage :        | Arbitrage : |

| 8 septembre 2025   | Namibie | - | Sao Tomé-et-Principe | stade à déterminer |             |
| heure à déterminer |         |   |                      | Arbitrage :        | Arbitrage : |

| 8 septembre 2025   | Malawi | - | Libéria | stade à déterminer |             |
| heure à déterminer |        |   |         | Arbitrage :        | Arbitrage : |

| 9e journée                        | Sao Tomé-et-Principe | - | Tunisie | stade à déterminer |             |
| 6 octobre 2025 heure à déterminer |                      |   |         | Arbitrage :        | Arbitrage : |

| 6 octobre 2025     | Malawi | - | Guinée équatoriale | stade à déterminer |             |
| heure à déterminer |        |   |                    | Arbitrage :        | Arbitrage : |

| 6 octobre 2025     | Libéria | - | Namibie | stade à déterminer |             |
| heure à déterminer |         |   |         | Arbitrage :        | Arbitrage : |

| 10e journée                        | Guinée équatoriale | - | Libéria | stade à déterminer |             |
| 13 octobre 2025 heure à déterminer |                    |   |         | Arbitrage :        | Arbitrage : |

| 13 octobre 2025    | Sao Tomé-et-Principe | - | Malawi | stade à déterminer |             |
| heure à déterminer |                      |   |        | Arbitrage :        | Arbitrage : |

| 13 octobre 2025    | Tunisie | - | Namibie | stade à déterminer |             |
| heure à déterminer |         |   |         | Arbitrage :        | Arbitrage : |

## Statistiques

### Discipline
| Joueurs | Cartons | Suspensions |
| ------- | ------- | ----------- |
|         |         |             |